# Campeonato Roraimense 2021
In 2021 werd het 62ste Campeonato Roraimense gespeeld voor voetbalclubs uit Braziliaanse staat Roraima. De competitie werd georganiseerd door de FRF en werd gespeeld van 1 mei tot 3 juni. São Raimundo werd kampioen.  

## Eerste toernooi
Dit toernooi heette Taça Boa Vista.

### Eerste fase
| Plaats | Club             | Wed. | W | G | V | Saldo | Ptn. |
| ------ | ---------------- | ---- | - | - | - | ----- | ---- |
| 1.     | São Raimundo     | 4    | 3 | 1 | 0 | 15:1  | 10   |
| 2.     | Náutico          | 4    | 2 | 1 | 1 | 6:5   | 7    |
| 3.     | Atlético Roraima | 4    | 2 | 0 | 2 | 5:7   | 6    |
| 4.     | GAS              | 4    | 1 | 0 | 3 | 4:6   | 3    |
| 5.     | Rio Negro        | 4    | 1 | 0 | 3 | 2:13  | 3    |

|  | Geplaatst voor finale Taça Boa Vista |

### Finale
|              |                                                                       |       |                                                                                         |                                      |
| 13 mei 16:30 | São Raimundo                                                          | 1 – 4 | Náutico                                                                                 | Canarinho, Boa Vista Toeschouwers: 0 |
| 13 mei 16:30 | Eric 13' (pen) Fininho 22'                                            |       | 50' Vitinho 94' (pen) Max                                                               | Canarinho, Boa Vista Toeschouwers: 0 |
| 13 mei 16:30 | Strafschoppen                                                         |       |                                                                                         | Canarinho, Boa Vista Toeschouwers: 0 |
| 13 mei 16:30 | Maia Juninho Elicley Selson Fernandinho Romário Ygor Juca Belão Lucão | 6 − 7 | Richard Michael Vitinho Wesley Max Rogério Livinho Victor Recife Victor Bonfim Jonathan | Canarinho, Boa Vista Toeschouwers: 0 |

## Tweede toernooi
Dit toernooi heette Taça Roraima. 

### Eerste fase
| Plaats | Club             | Wed. | W | G | V | Saldo | Ptn. |
| ------ | ---------------- | ---- | - | - | - | ----- | ---- |
| 1.     | GAS              | 4    | 3 | 0 | 1 | 6:2   | 9    |
| 2.     | São Raimundo     | 4    | 3 | 0 | 1 | 9:4   | 9    |
| 3.     | Atlético Roraima | 4    | 3 | 0 | 1 | 10:6  | 9    |
| 4.     | Náutico          | 4    | 1 | 0 | 3 | 7:8   | 3    |
| 5.     | Rio Negro        | 4    | 0 | 0 | 4 | 3:15  | 0    |

|  | Geplaatst voor finale Taça Roraima |

### Finale
|              |     |            |              |                                      |
| 1 juni 19:15 | GAS | 0 – 1      | São Raimundo | Canarinho, Boa Vista Toeschouwers: 0 |
| 1 juni 19:15 |     | 90+6' Rian |              | Canarinho, Boa Vista Toeschouwers: 0 |

## Finale
|              |             |       |                        |                                      |
| 3 juni 19:15 | Náutico     | 1 – 2 | São Raimundo           | Canarinho, Boa Vista Toeschouwers: 0 |
| 3 juni 19:15 | Richard 66' |       | 60' Tavinho T68' Tomaz | Canarinho, Boa Vista Toeschouwers: 0 |

## Totaalstand
| Plaats | Club             | Wed. | W | G | V | Saldo | Ptn. |
| ------ | ---------------- | ---- | - | - | - | ----- | ---- |
| 1.     | São Raimundo     | 11   | 8 | 2 | 1 | 29:8  | 26   |
| 2.     | Náutico          | 10   | 3 | 2 | 5 | 16:17 | 11   |
| 3.     | Atlético Roraima | 8    | 5 | 0 | 3 | 15:13 | 15   |
| 4.     | GAS              | 9    | 4 | 0 | 5 | 10:9  | 12   |
| 5.     | Rio Negro        | 8    | 1 | 0 | 7 | 5:28  | 3    |

|  | Kampioen, geplaatst voor Série D 2022, Copa do Brasil 2022 en Copa Verde 2022 |
|  | Vicekampioen, geplaatst voor Série D 2022                                     |

### Kampioen
| Campeonato Roraimense de 2021     |
| Roraima                           |
| --------------------------------- |
| SÃO RAIMUNDO Kampioen (12° titel) |